# Luis Muñoz Marín
Luis Muñoz Marín (ur. 18 lutego 1898 w San Juan, zm. 30 kwietnia 1980 tamże) – portorykański polityk, dziennikarz i poeta.
Członek Ludowej Partii Demokratycznej (Partido Popular Democrático de Puerto Rico). Pierwszy demokratycznie wybrany gubernator Portoryko od 2 stycznia 1949 do 2 stycznia 1965. Współpracował z rządem Stanów Zjednoczonych przy tworzeniu konstytucji Portoryko. Odznaczony Prezydenckim Medalem Wolności w 1962 i obdarzony tytułem Ojca Nowoczesnego Portoryko.